# Rena Sofer
Rena Sherel Sofer est une actrice américaine née le 2 décembre 1968 à Arcadia, Californie (États-Unis).

## Biographie
Rena Sofer est née à Arcadia, en Californie, elle est la fille de Susan, née Franzblau, professeur de psychologie, et Martin Sofer, un rabbin conservateur. Sa famille s'installe par la suite près de Pittsburgh, où elle a grandi après que ses parents aient divorcé. Rena Sofer a fréquenté l'école Frisch, un lycée juif à Paramus, dans le New Jersey. Elle vivait à North Bergen, dans le New Jersey, où son père était rabbin du Temple Beth El, et est diplômé de l'école secondaire North Bergen avant son college à Montclair State College,.
Sofer obtient son premier rôle dans la série Amoureusement vôtre, un rôle qu'elle a joué de 1988 à 1991. Elle est surtout connue pour son rôle de Lois Cerullo dans la série Hôpital central de décembre 1993 à septembre 1996. Elle y reviendra plus tard en tant que vedette invitée à partir de janvier à février 1997, et à nouveau à partir de septembre à octobre 1997.
En 1995, Rena Sofer et Wally Kurth se sont mariés, et le couple a une fille, Rosalind Rosabel Kurth. En 1997, Sofer et Kurth ont divorcé.
En 2003, Rena Sofer a épousé le producteur Sanford Bookstaver. Le 5 août 2005, elle a donné naissance à son premier enfant avec Sanford Bookstaver, nommé Avalon Leone, à Los Angeles.
Elle est depuis Juillet 2013 dans Amour, Gloire et Beauté (The Bold and the Beautiful) dans le rôle de Quinn Fuller.

## Filmographie

### Au cinéma
- 1992 : Une étrangère parmi nous (A Stranger Among Us) : Shayna
- 1994 : Jumeaux jumeaux (Twin Sitters) de John Paragon : Judy
- 2000 : Au nom d'Anna (Keeping the Faith) : Rachel Rose
- 2000 : Traffic : Helena's Friend
- 2001 : March : Hedy Pullman

### À la télévision
- 1974 : Another World (série télévisée) : Joyce Abernathy (1987)
- 1983 : Amoureusement vôtre (Loving) (série télévisée) : Amelia 'Rocky' McKenzie Domeq (1988-1991)

- 1992 : Saved by the Bell: Hawaiian Style : Andrea Larson
- 1993-1998, 2023 : Hôpital central (General Hospital) : Lois Cerullo Ashton Ashton #1
- 1996 : Seule contre tous (Hostile Advances: The Kerry Ellison Story) : Kerry Ellison
- 1996 : Caroline in the City (saison 2, épisode 6) : Risa Glickman
- 1997 : Complot de femmes (The Stepsister) : Darcy Canfield
- 1997 : Seinfeld - Saison 8, Episode 21 (Le Touriste) : Mary Anne
- 1998 : Glory, Glory : Elizabeth
- 1998 : Nightmare Street : Penny Randolph
- 1998 : Melrose Place : Eve Cleary Burns
- 1999 : Père malgré tout (Oh, Grow Up) (série télévisée) : Suzanne Vandermeer (1999)
- 2000 : Spin City (série télévisée) : Sam
- 2001 : Les Chroniques du mystère (The Chronicle) (série télévisée) : Grace Hall (2001-2002)
- 2002 : Carrie : Miss Desjarden
- 2002 : Friends (série télévisée) : Katie (saison 8, épisode 21)
- 2003 : Six Sexy (série télévisée) : Susan Freeman
- 2005 : Blind Justice (série télévisée) : Christie Dunbar
- 2006 : Heroes (série télévisée) : Heidi Petrelli
- 2006 : 24 heures chrono (série télévisée) : Marilyn Bauer
- 2006 : Le Secret de Hidden Lake (The Secret of Hidden Lake) : Maggie Dolan
- 2008 : Ghost Whisperer (série télévisée, Saison 4, Episode 10 : "Les Chaînes du mariage") : Tammy Gardner / Sarah Evers
- 2009 : Amour rime avec toujours (téléfilm) : Grace.
- 2009 : Monk (saison 8, épisode 1 : "Monk et sa série préférée") : Kim Kelly.
- 2009 : Esprits criminels (saison 5, épisode 10) : Erika Silverman
- 2010 : NCIS : Enquêtes spéciales (saison 7) : Margaret Allison Hart
- 2010 : Royal Pains (saison 2 épisode 12) : Arron Jeffrey Peters (Aj)
- 2010 à 2014 : Covert Affairs : Geena
- 2010 : La Larme du diable (The Devil's Teardrop) : Joan
- 2010 : Bones (saison 5 épisode 18) : Dr Catherine Bryar
- 2010 : Dirty Sexy Money (Saison 2, épisode 7) : La journaliste.
- 2011 : Le Feu de la vengeance (Another Man's Wife) (téléfilm) : Hadley Warner
- 2011 : Dr House (saison 8, épisode 13)
- 2012 : Beauty and the Beast (saison 1, épisode 9) : Sabrina Meyer
- 2013 : Once Upon a Time (Saison 2) : Reine Eva
- 2013-2022 : Amour, Gloire et Beauté  : Quinn Fuller
- 2014 : Chicago PD : Police Counselor